# 1667
1667 (MDCLXVII) je bilo navadno leto, ki se je po gregorijanskem koledarju začelo na soboto, po 10 dni počasnejšem julijanskem koledarju pa na torek.

## Dogodki
- vstaja Stenke Razina
- 6. april - močan rušilni potres skoraj uniči Dubrovnik in povzroči zaton Dubrovniške republike.

## Rojstva
- 27. julij - Johann Bernoulli I., švicarski matematik († 1748)
- 30. november - Jonathan Swift,irsko-angleški pisatelj († 1745)

Neznan datum
- Silahdar Damat Ali Paša, veliki vezir  († 1716)

## Smrti
- - Godefroy Wendelin, belgijski astronom, duhovnik, kartograf (* 1580)